# Fugitive Dancer
Fugitive Dancer ist eine englischsprachige Indie-Pop-Band aus Ulm.

## Geschichte
Fugitive Dancer wurde im Herbst 2008 gegründet. Die beiden Sänger und langjährigen Freunde, Maxim Skrïpko und Sebastian Krichler, lernten während des Studiums in Neu-Ulm den Pianisten Julian Klein kennen. In den Räumen der Hochschule entstanden die ersten Stücke mit dem Schlagzeuger Marius Stehle.
Bereits im Frühjahr 2009 nahm die Band, gemeinsam mit Jadwiga Seelig am Cello, in dem damals noch in Ulm gelegenen Toninfusion Studio ihre Debüt-EP Spark of the Fugitive Dancer auf. Die EP wurde im Juli 2009 selbst veröffentlicht. Daraufhin folgten mehrere Auftritte im süddeutschen Raum, beispielsweise im Ulmer Zelt und auf dem Obstwiesenfestival.
2010 begannen die Aufnahmen zum Album Brother from Another Mother im Restgeräusch Studio in Ingolstadt. Produzent war Holger Krzywon, welcher von Produktionen und Aufnahmen von The Notwist, Slut, Sportfreunde Stiller und Die Sterne bekannt ist. Das Album wurde im Juni 2011 selbst veröffentlicht. Seit der Veröffentlichung schreibt die Band eine kleine, aber stetige Erfolgsgeschichte – so tourt sie inzwischen regelmäßig durch das ganze Bundesgebiet und ihr Album erhielt äußerst positive Kritiken in den Medien wie unter anderem von dem bekannten Musikjournalisten des Musikexpress, Josef Winkler.
Während der Studioaufnahmen zu ihrem Debüt-Album arbeiteten Fugitive Dancer erstmals mit dem Bassisten Andreas Miehle (Maestro’s Memorial). Dieser wurde daraufhin zu einem festen Mitglied.
Im Frühjahr 2011 trat die Band mit Marit Larsen auf dem Petrusplatz in Neu-Ulm auf, was ihnen überregionale Bekanntheit einbrachte und daraufhin einen Auftritt im SWR Fernsehen. Im Laufe des Jahres spielte die Band ihre ersten zwei bundesweiten Tourneen.
Aktuell arbeitet die Band an ihrer nächsten Veröffentlichung.

## Diskografie
Alben
- 2011: Brother from Another Mother
- 2020: 9 PM on Thursdays

EPs
- 2008: Spark of the Fugitive Dancer

Singles
- 2011: At the Sea
- 2013: 26